# Atrocalopteryx oberthuri
Atrocalopteryx oberthuri là loài chuồn chuồn trong họ Calopterygidae. Loài này được McLachlan mô tả khoa học đầu tiên năm 1894.